# It’s Like That (Run-D.M.C.-Lied)
It’s Like That (englisch für „Es ist wie es ist“) ist ein Lied der US-amerikanischen Hip-Hop-Band Run-D.M.C. Der Song erschien am 12. März 1983 als erste Single ihres Debütalbums Run-D.M.C. Im Jahr 1997 veröffentlichte der US-amerikanische DJ Jason Nevins eine Remixversion des Stücks, die deutlich erfolgreicher war als das Original und zu einem internationalen Hit wurde.

## Inhalt und Hintergrund
It’s Like That handelt vom Leben in der Unterschicht, das von Arbeitslosigkeit und Geldnot geprägt ist. Run-D.M.C. rappen dabei über die betroffenen Menschen und ihre alltäglichen Probleme, wie schlechte Bezahlung und steigende Rechnungen. Sie vermitteln jedoch auch Hoffnung und ermutigen die Leute, an sich selbst zu glauben und sich mit harter Arbeit aus der Armut zu befreien.

“Unemployment at a record high

People coming, people going, people born to die

Don’t ask me, because I don’t know why

But it’s like that, and that’s the way it is”

Der Song wurde von den Musikproduzenten Russell Simmons und Larry Smith produziert. Letzterer fungierte neben den Run-D.M.C.-Mitgliedern Joseph Simmons und Darryl McDaniels auch als Autor. 1983 wurde das Lied zusammen mit dem Stück Sucker M.C.’s (Krush-Groove 1) als Single auf Schallplatte veröffentlicht, konnte sich aber nicht in den Charts platzieren.

## Version mit Jason Nevins
Am 29. Juli 1997 veröffentlichte der US-amerikanische DJ Jason Nevins eine Remixversion des Liedes im Hip-House-Stil als Single, die international erfolgreich war.

### Musikvideo
Bei dem zum Remix in Los Angeles gedrehten Musikvideo führten Nick Schofield und Marcus Sternberg Regie. Es verzeichnet auf YouTube über 84 Millionen Aufrufe (Stand Januar 2024). Das Video zeigt eine männliche und eine weibliche Breakdance-Gruppe, die gegeneinander in einer Industriehalle antreten. Am Anfang ist Jason Nevins mit einer gelb-getönten Brille und einem Radio auf der Schulter zu sehen. Nachdem er das Radio anschaltet, beginnt der Wettkampf zwischen den beiden Gruppen, die sich rhythmisch zum Song bewegen, breakdancen und gegenseitig anfeuern.

### Single

#### Covergestaltung
Das Singlecover ist schlicht gehalten und zeigt die Schriftzüge Run-D.M.C. vs Jason Nevins und It’s Like That in Orange bzw. Rot auf schwarzem Hintergrund.

#### Titellisten
Single 1
1. It’s Like That (Drop the Break – Radio Edit) – 4:09
2. It’s Like That (Jason’s Battle Blaster) – 8:21

Single 2
1. It’s Like That (Drop the Break – Radio Edit) – 4:09
2. It’s Like That (Jason’s Battle Blaster) – 8:21
3. It’s Like That (Drop the Break) – 8:20

#### Chartplatzierungen
It’s Like That stieg am 1. Dezember 1997 auf Platz 13 in die deutschen Singlecharts ein und erreichte drei Wochen später die Chartspitze, an der es sich fünf Wochen halten konnte. Insgesamt hielt sich der Song 27 Wochen lang in den Top 100, davon 15 Wochen in den Top 10. Ebenfalls Rang eins erreichte die Single unter anderem im Vereinigten Königreich, in der Schweiz, in Australien, Neuseeland, Schweden, Norwegen und Finnland. In den deutschen Single-Jahrescharts 1998 belegte das Lied Position sechs.
| ChartsChartplatzierungen     | Höchstplatzierung | Wochen |
| ---------------------------- | ----------------- | ------ |
| Deutschland (GfK)            | 1 (27 Wo.)        | 27     |
| Österreich (Ö3)              | 2 (23 Wo.)        | 23     |
| Schweiz (IFPI)               | 1 (28 Wo.)        | 28     |
| Vereinigtes Königreich (OCC) | 1 (27 Wo.)        | 27     |

| ChartsJahrescharts (1998)    | Platzierung |
| ---------------------------- | ----------- |
| Deutschland (GfK)            | 6           |
| Österreich (Ö3)              | 10          |
| Schweiz (IFPI)               | 2           |
| Vereinigtes Königreich (OCC) | 3           |

#### Auszeichnungen für Musikverkäufe
It’s Like That erhielt im Jahr 1998 in Deutschland für mehr als 750.000 Verkäufe eine dreifache Goldene Schallplatte, womit es zu den meistverkauften Rapsongs des Landes zählt. Im Vereinigten Königreich wurde es 2025 für über 1,8 Millionen verkaufte Einheiten mit Dreifach-Platin ausgezeichnet.

| Land/Region                  | Auszeichnungen für Musikverkäufe (Land/Region, Auszeichnung, Verkäufe) | Verkäufe  |
| ---------------------------- | ---------------------------------------------------------------------- | --------- |
| Australien (ARIA)            | 2× Platin                                                              | 140.000   |
| Belgien (BRMA)               | Platin                                                                 | 50.000    |
| Deutschland (BVMI)           | 3× Gold                                                                | 750.000   |
| Finnland (IFPI)              | Gold                                                                   | 6.495     |
| Frankreich (SNEP)            | Gold                                                                   | 250.000   |
| Neuseeland (RMNZ)            | Platin                                                                 | 10.000    |
| Niederlande (NVPI)           | Platin                                                                 | 75.000    |
| Österreich (IFPI)            | Gold                                                                   | 25.000    |
| Schweden (IFPI)              | Platin                                                                 | 30.000    |
| Schweiz (IFPI)               | Platin                                                                 | 50.000    |
| Vereinigtes Königreich (BPI) | 3× Platin                                                              | 1.800.000 |
| Insgesamt                    | 4× Gold · 11× Platin ·                                                 | 3.186.495 |